# Paweł Janeczek

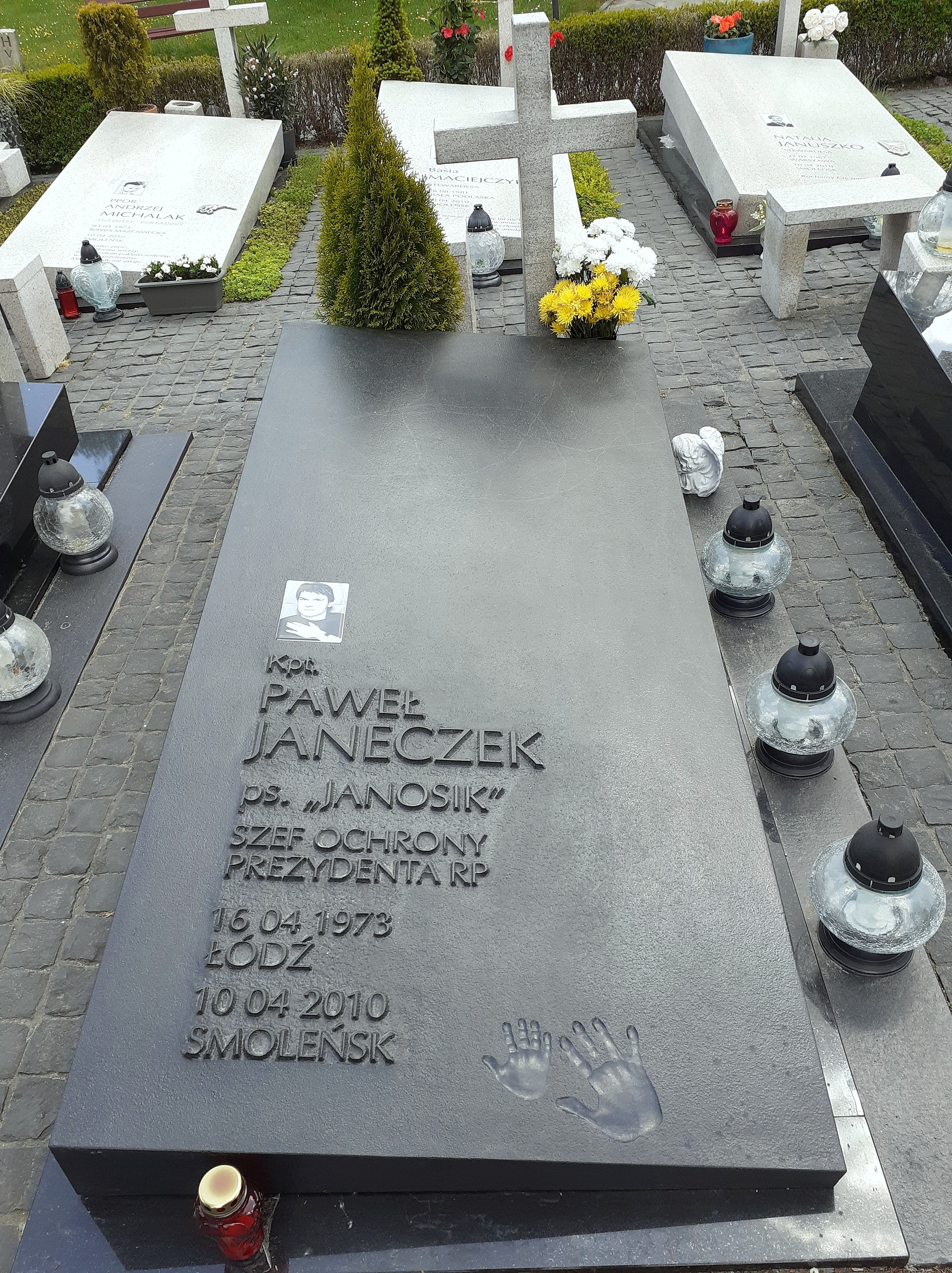
Grób Pawła Janeczka

Paweł Janeczek, ps. „Janosik” (ur. 16 kwietnia 1973 w Łodzi, zm. 10 kwietnia 2010 w Smoleńsku) – porucznik Biura Ochrony Rządu, dowódca zmiany ochrony, faktyczny szef ochrony prezydenta RP, zginął w katastrofie polskiego samolotu Tu-154M.

## Życiorys
W 1993 roku ukończył technikum energetyczne i rozpoczął służbę w Komendzie Wojewódzkiej Policji w Radomiu w jednostce antyterrorystycznej. Po kilku latach przeprowadził się do Warszawy, gdzie zaczął pracę w Biurze Ochrony Rządu. Ochraniał m.in. Ryszarda Kuklińskiego (1998), papieża Jana Pawła II (1999, w czasie wizyty apostolskiej), premiera Leszka Millera (2001), Marka Belkę (2003–2004, w Iraku). Wiosną 2004 roku rozpoczął pracę w ochronie prezydenta Aleksandra Kwaśniewskiego. Był dowódcą zmiany ochrony, faktycznym szefem ochrony prezydenta Lecha Kaczyńskiego. Brał też udział w operacjach w Afganistanie.
Biegał w maratonach, trenował judo, był ratownikiem WOPR, posiadał uprawnienia sternika motorowodnego. We wrześniu 2004 roku ożenił się z dziennikarką telewizyjną Joanną Racewicz, z którą poznał się na pokładzie rządowego samolotu. 23 kwietnia 2008 roku na świat przyszedł ich syn – Igor.
Zginął 10 kwietnia 2010 w katastrofie polskiego samolotu Tu-154M w Smoleńsku w drodze na obchody 70. rocznicy zbrodni katyńskiej. 20 kwietnia 2010 roku pochowano go z honorami wojskowymi w Kwaterze Smoleńskiej na Cmentarzu Wojskowym na Powązkach w Warszawie. Pośmiertnie został awansowany na stopień kapitana BOR. Jego ciało zostało ekshumowane 26 kwietnia 2018 w związku z prowadzonym przez Prokuraturę Krajową śledztwem.
Od 2011 roku w Warszawie organizowany jest bieg poświęcony jego pamięci.

## Ordery i odznaczenia
- Krzyż Oficerski Orderu Odrodzenia Polski (pośmiertnie, 2010)[5]
- Brązowy Medal „Za zasługi dla obronności kraju”
- Odznaka Honorowa BOR (pośmiertnie, 2010)[3]
- Gwiazda Iraku (pośmiertnie, przyznana 2012)[6]